# Mamba
Mambas são serpentes africanas do gênero Dendroaspis, família Elapidae.  Quatro espécies existentes são reconhecidas atualmente; sendo três essencialmente arbóreas e de cor verde, enquanto a chamada mamba-negra, Dendroaspis polylepis, é amplamente terrestre e geralmente de cor marrom ou cinza. Todas as espécies do gênero são nativas de várias regiões na África subsariana, temidas em toda a extensão, especialmente a mamba-negra. Na África, existem muitas lendas e histórias sobre mamba. São extremamente venenosas; seu veneno contém neurotoxinas que podem ser fatais sem o tratamento e o antídoto.

## Comportamento
As três espécies verdes de mambas são arbóreas, enquanto que a mamba-negra é amplamente terrestre. A mamba-negra é uma das maiores e mais venenosas da África. Todas as quatro espécies são caçadores  diurnos ativos, atacando pássaros, lagartos e pequenos mamíferos. Ao cair da noite, algumas espécies, especialmente a mamba negra terrestre, abrigam-se em uma toca. Uma mamba pode manter o mesmo covil por anos.
Mambas e cobras são da mesma família: Elapidae. Quando ameaçada, uma mamba recua, com as bocas abertas e o pescoço ligeiramente expandido ou achatado (formando um "capuz").
Histórias de mambas-negras que perseguem e atacam humanos são comuns, mas na verdade as cobras geralmente evitam o contato com humanos. Os casos mais aparentes de perseguição provavelmente são exemplos de onde as testemunhas confundiram a tentativa da cobra de se retirar para seu covil quando um humano está no caminho. A mamba negra geralmente usa sua velocidade para escapar de ameaças, e os humanos, na verdade, são seus principais predadores, ao invés de suas presas.

## Veneno

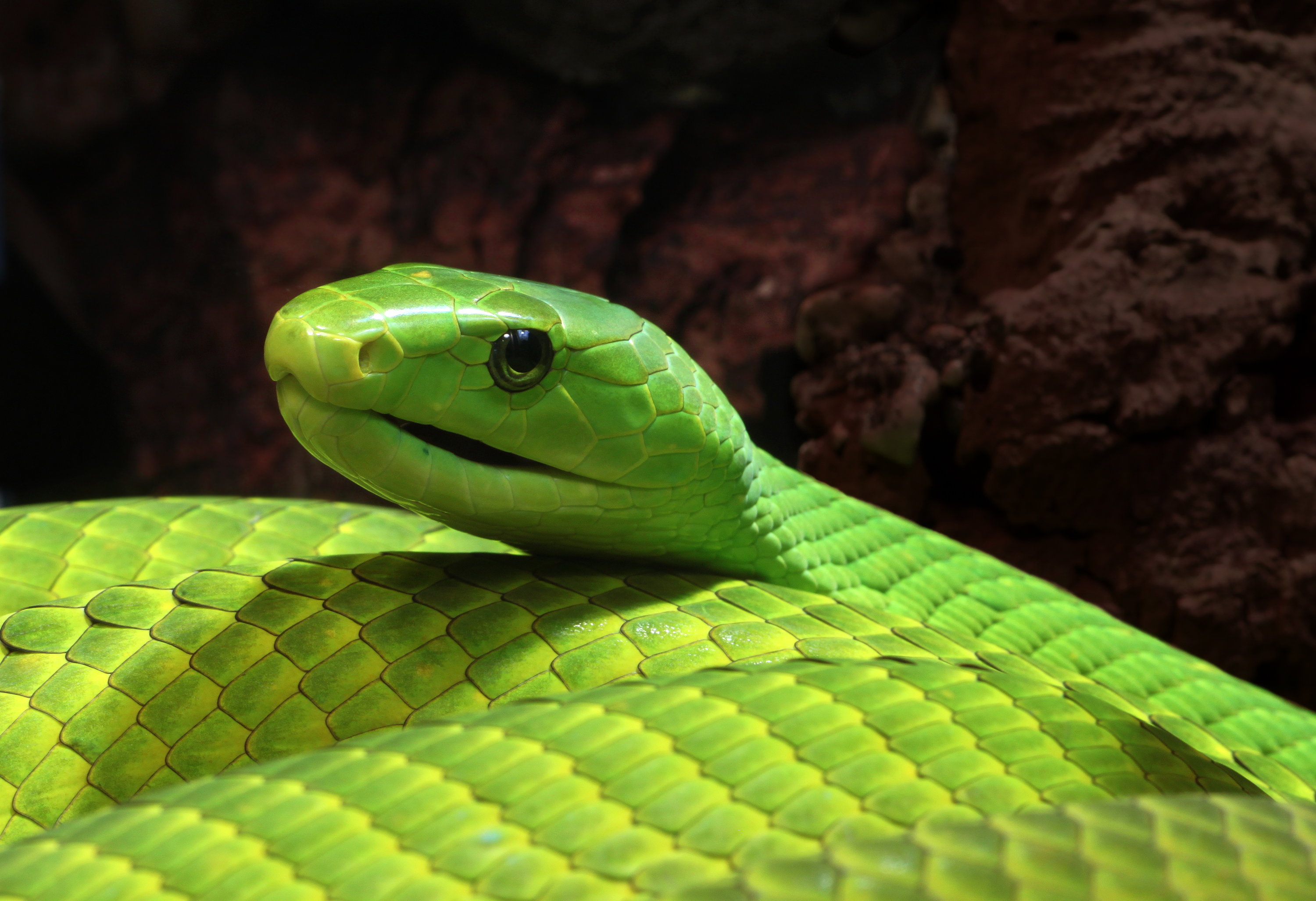
Uma mamba-verde-oriental assustada.

Todas as mambas são altamente venenosas. Seus venenos consistem principalmente de neurotoxinas, particularmente a dendrotoxina, que interfere com os canais de K+ dependentes de voltagem, causando paralisia e, possivelmente, morte pelo bloqueio de sinais dos nervos para os músculos. Além das neurotoxinas, também carregam cardiotoxinas e fasciculinas. Outros componentes podem incluir calcicludina, que é um componente conhecido do veneno da mamba-verde-oriental, e calciseptina, que é um componente do veneno da mamba-negra.
A toxicidade de espécimes individuais dentro da mesma espécie e subespécie pode variar muito com base em vários fatores, como região geográfica, clima e altitude.
Uma mordida pode ser fatal para humanos sem acesso a tratamento adequado, primeiros socorros e subsequente soro antiofídico, uma vez a toxina desativa os pulmões e o coração. Antes do soro antiveneno estar disponível, envenenamentos por mambas carregavam uma alta taxa de mortalidade. Mordidas de mamba-negra não tratadas têm uma taxa de mortalidade de 100%. Atualmente, todavia, as fatalidades tornaram-se muito mais raras devido à ampla disponibilidade do tratamento.

### Toxinas
A toxina Mamba (ou dendrotoxina) consiste em vários componentes, com alvos diferentes. Exemplos são:
- Dendrotoxina 1, que inibe os canais de K+ no nível pré e pós-sináptico no músculo liso intestinal. Também inibe os canais de K+ sensíveis ao Ca2+ do músculo esquelético de ratos‚ incorporado em bicamadas planas (Kd = 90 nM em 50 mM KCl).[17]
- Dendrotoxina 3, que inibe os receptores M4 de acetilcolina.[18]
- Dendrotoxina 7, comumente referido como toxina muscarínica 7 (MT7) inibe os receptores de acetilcolina M1.[18]
- Dendrotoxina K, estruturalmente homólogo aos inibidores de proteinase do tipo Kunitz[19] com atividade como um bloqueador seletivo de canais de potássio dependentes de voltagem[20]

## Taxonomia
Dendroaspis, deriva do grego antigo déndron (δένδρον), que significa "árvore", e aspis (ασπίς), que é entendido como "escudo", mas também denota "cobra" ou simplesmente "serpente", em particular "cobra com capuz (escudo)". O gênero foi descrito pela primeira vez pelo ornitólogo e herpetólogo alemão Hermann Schlegel em 1848. As evidências sugerem que Dendroaspis, Ophiophagus, Bungarus e Hemibungarus formam um clado Afro-Asiático de cobra não-coral.

### Distribuição e características
| Espécies                | Autoridade        | Imagem | Subesp.* | Nome comum            | Ocorrência geográfica |
| ----------------------- | ----------------- | ------ | -------- | --------------------- | --- |
| Dendroaspis angusticeps | (Smith, 1849)     |        | 0        | Mamba-verde-oriental  | Encontrada no Quênia, Tanzânia, Malawi, Moçambique, Zimbabwe, República do Congo, África do Sul oriental, República Democrática do Congo, Sudão do Sul, Sudão, Níger, República Centro-Africana, Chade |
| Dendroaspis jamesoni    | (Traill, 1843)    |        | 2        | Mamba-de-Jameson      | Encontrada na África Central, em Sudão, Gabão, Angola, Zâmbia, República do Congo, Camarões, Nigéria, Quênia , Uganda, Ruanda, República Centro-Africana, Gana |
| Dendroaspis polylepis   | Günther, 1864     |        | 0        | Mamba-negra           | Encontrada na África Oriental e no sul da África, no nordeste da República Democrática do Congo, sudoeste do Sudão à Etiópia, Eritreia, Somália, Quênia, leste de Uganda, Tanzânia, ao sul de Moçambique, Essuatíni, Malawi, Zâmbia, Zimbabwe, Lesoto, Ruanda, Djibouti e Botswana à KwaZulu-Natal na África do Sul e Namíbia; Angola. |
| Dendroaspis viridis     | (Hallowell, 1844) |        | 0        | Mamba-verde-ocidental | Encontrado apenas na África Ocidental, no sul do Senegal, Gâmbia, Guiné-Bissau, Guiné, Serra Leoa, Libéria, Costa do Marfim, Gana, Togo, Benin e sudoeste da Nigéria. |

- Incluindo as subespécies nominais.